# Droit de l'éducation en France
En France, le droit de l'éducation désigne le droit régissant l'éducation. Il est issu des lois Daunou (1795), loi Guizot (1833), loi Falloux (1850), loi Duruy (1867), lois Ferry (1881-1882), loi Savary (1984) et loi Pécresse (2007).
Il est codifié dans le code de l'éducation depuis l'an 2000.
De nombreux textes régissant le droit de l'éducation français ne sont cependant pas codifiés notamment des circulaires et des arrêtés. Il s'appuie également sur plusieurs textes internationaux : Convention européenne des droits de l'homme, Convention relative aux droits de l'enfant de New York et Déclaration Universelle des droits de l'homme.
On retrouve également des dispositions intéressants le code de l'éducation dans d'autres textes. Le Code pénal comporte ainsi de nombreuses infractions relevant du secteur éducatif. Le Code général des collectivités territoriales organise le rôle des conseils municipaux pour la création et l’implantation des écoles et définit le rôle du département et des régions pour les collèges et lycées. Le Code de l’action sociale et des familles fixe le cadre juridique des « notifications MDPH » ouvrant droit aux enfants en situation de handicap à des droits spécifiques en matière d’orientation, d’aménagements ou d’aide humaine. Le Code du travail régit l’organisation de la formation professionnelle, et plus généralement le droit applicable aux salariés des établissements d’enseignement privé. Le Code général de la fonction publique régit quant à lui le statut des enseignants relevant du secteur public. Le code civil– en articulation avec le code de l’éducation – régit la responsabilité des enseignants et les contrats conclus par les écoles privées.
Les principes généraux du droit de l'éducation en France sont les suivants :
- Droit à l'éducation ;
- Objectifs et missions du service public de l'enseignement ;
- L'obligation scolaire, la gratuité et l'accueil des élèves des écoles maternelles et élémentaires ;
- La laïcité de l'enseignement public ;
- La liberté de l'enseignement.

Ce droit regroupe les dispositions relatives aux différents degrés d'enseignement : primaire, secondaire, enseignement supérieur. Il régit enfin les règles applicables aux personnels de l'éducation.
Le droit de l'éducation est également issu de circulaires et décrets. Il s'appuie également sur les règlements des études et sur les règlements intérieurs des établissements.
Il régit notamment :
- la vie scolaire ;
- les concours, les examens, l'obtention des diplômes ;
- Le droit disciplinaire des élèves et des étudiants ;
- Droit de l'affectation et de l'orientation scolaire
- Accès à l'université (parcoursup, accès en master)
- Droit des élèves en situation de handicap (AESH, discrimination)
- Litiges de droit de la consommation avec les écoles privées
- Action en responsabilité en cas d'accident, de violence
- Droit du harcèlement scolaire (pénal, et disciplinaire)

Un des principes fondamentaux du droit de l'éducation est celui de la souveraineté du jury (ex: CE, CE 12 mai 2017 req. n 396335).
Le droit de l'éducation est contrôlé pour partie par le juge administratif (pour les établissements publics) et pour partie par le juge judiciaire (pour les établissements privés).